# Cebus aequatorialis
Il cebo dell'Ecuador (Cebus aequatorialis J. A. Allen, 1914; sin. C. albifrons aequatorialis) è un primate della famiglia dei Cebidi diffuso lungo la costa pacifica dell'Ecuador. Il suo areale si estende dalla provincia di Esmeraldas, nell'Ecuador settentrionale, alla regione di Tumbes, nel nord-ovest del Perù.

## Descrizione
Il cebo dell'Ecuador ha un peso che varia tra i 1700 e i 3600 g nel maschio e tra i 1200 e i 2200 g nella femmina, una lunghezza testa-tronco compresa tra i 35 e i 51 cm e una lunga coda che misura dai 40 ai 50 cm. Il dorso presenta una colorazione che varia dal cannella al bruno-rossastro, più scura lungo la linea mediana. Dello stesso colore sono i lati esterni degli arti anteriori e posteriori, mentre mani e piedi sono più scuri, presentando una tinta più brunastra. La regione ventrale è più chiara. La faccia e i lati della testa sono chiari, di colore bianco-giallastro. Dalla sommità scura della testa si diparte una linea sottile dello stesso colore che corre tra gli occhi. Il petto è più chiaro del ventre. La coda è marrone e più scura sul lato superiore che su quello inferiore.

## Biologia
I cebi dell'Ecuador vivono in gruppi di circa 5-20 esemplari, con un numero leggermente superiore di femmine nella maggior parte dei casi (con un rapporto di 0,8 maschi per ciascuna femmina). Il loro habitat è costituito da foreste aride costiere, da foreste pluviali non allagate stagionalmente (Terra Firme), dalle foreste umide subalpine che crescono sul versante occidentale delle Ande, ma anche da ambienti più degradati, come le foreste secondarie situate in prossimità degli insediamenti umani. Si nutrono di frutta, insetti e altri piccoli animali, fiori e semi. Tra le altre cose, mangiano i frutti di Cecropia, Eugenia, Vitex gigantea e Spondias, nonché le basi fogliari delle bromeliacee.

## Conservazione
La IUCN classifica il cebo dell'Ecuador come «specie in pericolo critico» (Critically Endangered). Esso sopravvive tuttora in 20 frammenti di foresta in Ecuador e nel nord del Perù, ma le foreste che costituivano il suo habitat si sono ridotte dell'80% nel corso degli ultimi 50 anni.